# Bob Clarke
Robert Clarke, detto Bob (West Pittston, 21 marzo 1939), è un ex cestista statunitense, professionista nella ABL.

## Carriera
È stato selezionato dai Philadelphia Warriors al settimo giro del Draft NBA 1960 con la 55ª scelta assoluta.
Ha giocato in seguito nella ABL con i New York Tapers.